# Sivan Beskin
 (mai 2020).
Sivan Beskin (en hébreu : סיון בסקין), née le 31 août 1976, est une poétesse, traductrice et directrice littéraire israélienne.

## Biographie
Née en 1976 à Vilnius, en Lituanie soviétique, Beskin a émigré en Israël avec sa famille en 1990, s'installant dans le kibboutz Ein Carmel. Elle a ensuite déménagé à Haïfa, se spécialisant en arts plastiques au lycée. Lors de son service militaire obligatoire dans les Forces de défense israéliennes, elle a été instructrice au Centre des systèmes informatiques et d'information, Mamram. Elle a ensuite obtenu un diplôme en économie au Technion de Haïfa. Elle vit à Tel Aviv depuis 2002 et travaille comme analyste des systèmes d'information.

Sivan Beskin a déclaré dans une interview à propos de son enfance à Vilnius : 
 Vilnius est une ville multiculturelle : on y trouve des éléments lituaniens, russes, polonais et juifs. Je suis allé dans une école de langue russe, mais je suis née dans un monde où, nécessairement, vous entendez plusieurs langues parlées autour de vous. Cela vous éduque et vous développe différemment. Vous apprenez à ne pas craindre l'autre. Lorsque vous lisez un livre, il y a des mots que vous ne comprenez pas - et vous les prenez avec vous. Vous développez de la curiosité et une tolérance pour l'inconnu. 
 Concernant son travail non littéraire, elle a déclaré dans une autre interview : 
 Je pense que tous les intellectuels devraient avoir un diplôme en économie. […] Je suis avant tout une femme de lettres et je considère la traduction sur un plan non moins important que mon écriture originale. […] D'un autre côté, je suis très contente de ne pas gagner ma vie dans la littérature, sinon j'aurais souffert. Heureusement, je peux me permettre de choisir quoi traduire, quoi éditer ]. 

## Travail littéraire

### Poésie hébraïque
Au début des années 2000, elle a publié pour la première fois de la poésie, en hébreu, sur le site Internet israélien New Stage et dans le magazine de poésie en ligne « Poisson anonyme ? ». Plus tard, elle a publié des poèmes dans la revue littéraire « Helicon » et dans le premier numéro de « Ho! » (2005). À partir du quatrième numéro de « Ho! » en 2006, elle fait  également partie de son comité de rédaction. 

En 2006, Sivan Beskin a publié son premier volume de poésie, יצירה ווקאלית ליהודי, דג ומקהלה (hébreu : Une œuvre vocale pour juif, poisson et chœur). Fait inhabituel, les poèmes sont organisés dans le livre sous des titres non pas de genres poétiques tels que les sonnets, mais de genres musicaux tels que le blues, le cabaret et le rock'n'roll. Beskin a déclaré dans une interview : « La seule division qui avait du sens pour moi était de diviser de cette manière musicale. Je recommande vivement de lire le livre à haute voix. Chaque livre de poésie que j'aime doit être lu à haute voix. Je fais toujours ça et c'est comme ça que je me souviens aussi des poèmes. » De son mélange délibéré de registres linguistiques et de références culturelles, elle a fait remarquer : 
 Je considère l'ensemble du matériel linguistique avec lequel travailler. J'ai appris cela de Tsvetaïeva, qui utilise toute la langue. Par exemple, dans son poème « La fissure » : c'est un poème d'amour déchirant, [exprimant le désir de garder l'amant perdu comme s'il était dans une fissure de glace] et elle écrit: « Toi et moi sommes liés comme l'Etna et Empédocle ». D'où cela vient-il, tout d'un coup ? Empédocle, le philosophe grec antique a étudié les volcans et est allé vivre sur l'Etna, jusqu'à ce qu'il entre en éruption et l'enterre ainsi que les villages environnants. Il se trouve que je connais cette histoire obscure, mais peu la connaissent ; et tout à coup elle se retrouve dans un poème d'amour! Tsvetaeva fait cela à plusieurs reprises. Pour elle, tout est matériel légitime. Si cela s'inscrit dans votre monde personnel, cela peut être intégré [au poème]. Aucune langue n'est tabou. Je considère la distinction entre haut et bas comme artificielle. Je m'efforce d'exprimer mes pensées et mon langage réels dans ma poésie. 
 En 2011, Sivan Beskin a publié un deuxième livre de poésie, מסעו של יונה (hébreu : Le voyage de Jonas), qui comprend ses propres traductions hébraïques de la poésie de Marina Tsvetaeva aux côtés de la poésie hébraïque originale. Elle a publié un troisième livre de poésie hébraïque en 2017, intitulé אחותי יהונתן (hébreu : Jonathan, Ma sœur).

### Traduction
Sivan Beskin est une traductrice littéraire active et a traduit en hébreu du russe, de l'anglais et du lituanien. Les auteurs qu'elle a traduits incluent Joseph Brodsky, Sergueï Dovlatov, Nikolaï Goumilev, Velimir Khlebnikov, Graeme Simsion, Marina Tsvétaïéva et Andreï Tarkovski.
Lorsqu'on lui a demandé dans une interview quelle ligne d'un autre poète elle aurait aimé écrire elle-même, elle a répondu : « Tellement... Il est impossible d'en sélectionner une spécifique. Je commencerais par « Au commencement, Dieu a créé le ciel et la terre » et je me frayerais un chemin à travers la poésie mondiale. D'une certaine manière, je peux le faire en tant que traductrice. » . De même, interrogée sur ses « auteurs étrangers » préférés (lire les auteurs non hébreux), elle a répondu: « Pour moi, le terme « étranger » est inapplicable dans le contexte de l'art et de la culture. Seul le manque de culture peut être étranger. »
Beskin traduit également en russe, en particulier la poésie de Leah Goldberg (également élevée en Lituanie). Beskin a été interviewée sur son travail de traduction dans le film documentaire franco-israélien Traduire 2011,.

## Accueil de son œuvre poétique
La publication de 2005 de « Ho! », avec huit poèmes de Sivan Beskin, a attiré l'attention de la critique et a déclenché un débat critique : elle a reçu une critique positive de la critique Nissim Calderon.
Le chercheur littéraire de l'université hébraïque Ariel Hirschfeld, examinant le premier numéro de « Ho! » dans son ensemble dans un essai intitulé « Narcisse comme épouvantail », a rejeté l'approche poétique de tous les poètes du numéro, jugeant leur poésie - qui est métrée et rimée - « anachronique, simpliste, rhétorique et surexcitée ». De Beskin elle-même, il a écrit qu'elle n'est « qu'une pose en colère » et que sa poésie « manque d'ironie ».

### Une œuvre vocale pour Juif, poisson et chœur
En 2006, le premier livre de Beskin a reçu des critiques positives (Ziva Shamir, Menachem Ben, Daniel Oz) et négatives (Daphna Schori, Shimon Bouzaglo). Oz a particulièrement salué la poésie de Beskin pour sa musicalité, son humour et son caractère ludique, ainsi que pour les rimes inventives combinant les cultures élitiste et populaire (par exemple, rimes « Sonic Youth et DEUS » avec « la forêt d'Orphée »). 

### Le voyage de Jonas
À propos du deuxième livre de Beskin, Jonah's Journey, le critique Menachem Ben a écrit : « Son nouveau livre [...] avec ses rimes habituelles parfaites, est d'abord et avant tout un livre de poésie qui est intéressant à lire, contrairement à la grande majorité des livres de poésie publiés ici, qui vous épuisent avec des vers prosaïques stylisés ; [le livre de Beskin] est écrit avec une musicalité innovante. […] Comme toujours, Beskin est à moitié sentimentale et à moitié fantaisiste »
La critique et éditrice littéraire Erez Schweitzer, en examinant le livre, a écrit : « Beskin [est] une touriste littéraire, faisant allusion à des figures de la mythologie grecque ainsi qu'à des poètes modernistes russes et français ; elle exprime également des souvenirs d'une enfance perdue dans la neige, ainsi que de voyages en Europe et en Inde à l'âge adulte. […] Malgré ces errances dans l'espace et le temps, Tel Aviv est au centre de [l'ouvrage]. Paradoxalement, Beskin est une poétesse très locale, dont les désirs sont ancrés ici et maintenant et ne rejettent pas [le présent], mais perçoivent et s'intègrent à [ses] fréquences. ». 
Le critique et éditeur littéraire Eli Hirsch a décrit Beskin comme « une figure centrale de la résurgence de la poésie hébraïque des années 2000 » et a noté que si son premier recueil était « semi-décadent, ludique, provocant », ce recueil est différent : personnel, axé sur la croissance, la famille, la stabilité et l'introspection.

### Jonathan, ma sœur
Hirsch a également passé en revue le troisième livre de Beskin, Jonathan, ma sœur (le titre faisant allusion au Jonathan biblique), louant sa franchise autobiographique et décrivant les poèmes comme « les plus beaux poèmes que Beskin ait jamais écrits ». Le livre s'inspire de son enfance en Lituanie et le titre « Jonathan » est un nom de code pour l'amie d'enfance de Beskin Sasha, une fille qui dans les poèmes devient « un alter-ego » pour Beskin ; la fille qui est restée en Lituanie ». Le poète Bakol Serloui a apprécié le livre, mais a observé que « [Le mélange de mots hébreux et étrangers empruntés par Beskin] crée des rimes exceptionnelles. Mais précisément en raison de sa grande habileté en tant que poète, maîtrisant parfaitement les genres de la poésie classique, il y a un écart entre la forme raffinée de ses poèmes et leur contenu. » Et n'était pas satisfaite de l'authenticité émotionnelle du désir et de la nostalgie exprimée dans les poèmes.